# Xã Elizabeth, Quận Allegheny, Pennsylvania
Xã Elizabeth (tiếng Anh: Elizabeth Township) là một xã thuộc quận Allegheny, tiểu bang Pennsylvania, Hoa Kỳ. Năm 2010, dân số của xã này là 13.271 người.